# محمد سعيد ناود

محمد سعيد ناود

محمد سعيد ناود (1926 م - 2010 م) ويعرف بلقب مواطن القطرين مؤسس وقائد في حركة تحرير إرتريا (قوات التحرير الشعبية) وهو أحد أبرز الأسماء الثقافية والسياسية في إرتريا.

## مؤلفاته
- قصة الاستعمار الإيطالي لإرتريا

غلاف كتاب العروبة والإسلام في القرن الإفريقي

- العروبة والإسلام في القرن الإفريقي
- إرتريا طريق الهجرات والديانات ومدخل الإسلام إلى أفريقيا
- عمق العلاقات العربية الإرترية
- حركة تحرير أرتريا الحقيقة والتاريخ
- شخصيات ورموز إرترية
- رحلة الشتاء (رواية)
- شاهد على بعض عصره
- من أمثال الشعوب
- تاريخ الطريقة الختمية في إرتريا
- صفحات هامة من تاريخنا ( إرتريا من عام 1941 ـ 1958)
- الاستعمار الإيطالي وممارساته في إرتريا وعموم المنطقة
- التاريخ المشترك بين إرتريا ودول الجوار

## وفاته
توفي يوم الخميس 16 سبتمبر 2010 في أسمرة عن عمر ٨٤ سنة.

## وصلات خارجية
- خبر وفاة المناضل محمد سعيد ناود على قناة الجزيرة